# ようこそ!伊藤史隆です
『ようこそ!!伊藤史隆です』（ようこそ いとうしりゅうです）は、2009年7月11日から2011年12月31日まで、ABCラジオで毎週土曜日の7:00 - 10:00に放送されていた生ワイド番組。

## 概要
ABCラジオでは2009年の7月に、大規模な番組改編を実施した。夏季では異例の改編で、毎週土曜日の午前中（6:30 - 10:00）に放送されていた生放送番組『ドッキリ!ハッキリ!三代澤康司です』の放送枠を平日（毎週月 - 金曜日）の9:00 - 13:20に移動させることに伴って、改編前における放送枠の大半を埋める目的で形で当番組の放送を開始した。
メインパーソナリティの伊藤は朝日放送アナウンサーで、入社した1985年から主にスポーツ実況を担当してきた。当番組は、伊藤にとって初めての冠番組に当たる。また、アシスタントには、改編前まで放送された『ABCミュージックパラダイス』の木曜パーソナリティ・林智美が起用された。
当番組は生放送で、放送直近のニュースやスポーツの話題を中心に扱う（一部コーナーで事前収録あり）。コーナーの合間に流れる楽曲は、古今洋邦のポップスや歌謡曲から、林が"音楽監督"としてバランス良く選曲。2009年8月1日の放送からは、伊藤が選んだアラフォー世代（40歳前後）向けの楽曲も、"伊藤史隆枠"として1曲だけ流していた。また、「リクエスト大会」と称して、不定期でリスナーから"伊藤史隆枠"に合う楽曲を募ることもあった。
伊藤が関西圏以外で週末のスポーツ中継への出演を控えている場合にも、伊藤の滞在先から林とともに全編生放送を実施することが多かった。その場合には、滞在先にちなんだ企画やインタビューを、一部のコーナーで放送している。
番組のテーマ曲は、『Freedom』（Wham!）。伊藤が朝日放送に入社した1985年のヒット曲から、林が選んだという。また、CMの前後のジングルで使われる楽曲は、もっぱら番組のスタッフで演奏。スポーツアナウンサーでもある伊藤にちなんで、『六甲おろし』の前奏を鍵盤ハーモニカで演奏したジングルや、『Take Me Out to the Ball Game』のサビをBGMに使ったジングルも随時流していた。
ちなみに伊藤は、2011年10月3日から『キャスト』（平日夕方にABCテレビで放送される関西ローカルのニュース番組）のメインキャスターに起用された。ただし、土曜日には『キャスト』を放送しないことから、10月以降も引き続き当番組のパーソナリティを担当。当番組でも、伊藤が『キャスト』の裏話を披露したり、「キャスト通信簿」とのタイトルでリスナーから寄せられた同番組の感想・評価を紹介したりしていた。
しかし伊藤は、朝日放送報道局の方針で、2012年からニュースキャスターとしての活動にほぼ専念。ABCラジオでは、その方針を基に、当番組を2011年12月31日の放送で終了させた。2012年1月7日からは、当番組の放送枠と企画の一部を引き継ぐ格好で、『サクサク土曜日 中邨雄二です』を放送。林が続投するほか、伊藤と同期入社（1歳年上）のスポーツアナウンサー・中邨雄二がメインパーソナリティを務めている。
伊藤は2015年3月まで『キャスト』のメインキャスターを務めた後に、翌4月からスポーツ実況の担当に復帰。2017年10月から2023年3月までは、ABCラジオでプロ野球のオフシーズンを中心に『伊藤史隆のラジオノオト』（火 - 金曜日夜間の生ワイド番組）のパーソナリティーを務めていた。その一方で、ABCテレビアナウンサーとしての宿直勤務の一環で、『サクサク土曜日』内の定時ニュースを随時担当。担当日には、2回（午前7時台と午前9時台）のニュースの合間に中邨の勧めで「サクスポ」（午前8時前後に編成されているスポーツ関連のトークパート）へ登場しているほか、中邨が「ライフワーク」と自認している『三國志』の朗読（9時台の「雄ちゃんのおしゃべり宝箱」で毎月第2週を中心に放送）にも9時台のニュースを終えてから参加している。
なお、中邨は2022年3月・伊藤は2023年3月にABCテレビ正社員としての定年（60歳）を迎えたが、2人とも定年の翌月から「シニアアナウンサー」（嘱託扱いのアナウンサー）へ移行。移行後も、『サクサク土曜日』やスポーツ中継を初めとする朝日放送グループ制作番組への出演を、「ABCアナウンサー」という肩書で続けている。

## 放送時間
毎週土曜日7:00 - 10:00。
- ABCラジオで全国高等学校野球選手権大会を1日4試合中継する場合には、放送終了時間の繰り上げ（放送時間の短縮）で対応する。
- 2010年1月2日には、8:00から第86回箱根駅伝往路ラジオ中継の同時ネットを実施した関係で、当番組の放送時間を7:00 - 8:00に短縮。伊藤・林の選んだ楽曲を流す企画を中心に、事前収録形式で放送した。
- 2011年1月1日（土曜日）には、通常の放送枠を延長する形で、新春特別番組『新年早々!伊藤史隆です〜ようこそ2011 ウサギだピョン〜』（7:00 - 12:12）として放送。伊藤・林のほかに、桂団朝が中継リポーターとして出演した。

## 出演者
- 伊藤史隆（朝日放送アナウンサー、パーソナリティ）
  - 2011年9月10日には、キングフィールズゴルフクラブ（千葉県）で開催の女子プロゴルフ・コニカミノルタ杯中継（ABCテレビ制作、テレビ朝日系列全国ネット）の実況・取材に専念するため、中邨がパーソナリティ代理を担当。ただし、伊藤も放送中に電話で出演している。
  - スポーツ中継へ出演していた2011年9月までは、当番組の生放送を終えてから、当日午後のプロ野球・高校野球中継で実況を担当することもあった。同年10月からは『キャスト』のメインキャスターを担当する関係で、スポーツ実況から一時撤退（『キャスト』降板後の2015年4月よりスポーツ実況に復帰）。それでも、当番組を終了させるまでは、『キャスト』と合わせて週に6日ABCの生放送番組で進行役を務めていた。
- 林智美（アシスタント、放送上は"音楽監督"を兼任、『サクサク土曜日 中邨雄二です』でも続投）
  - 2011年には、病気の療養を理由に、同年最初のレギュラー放送（1月8日）から3週間出演を見合わせた。この間の放送では、ABCラジオの番組にレギュラーで出演している女性タレントが、週替わりでアシスタント代理を務めている[注釈 1]。
  - 当番組での縁により、2016年2月に行われた林の結婚披露宴では伊藤が司会を務めた[2]。

## 主なコーナー

### 放送終了時点

#### スポーツの話題
7時20分過ぎから8時前にかけて放送されたコーナーで、前半は阪神タイガースの話題が中心。プロ野球シーズンには、放送前日の阪神戦の結果・経過を「第～回ようこそ!阪神タイガース劇場」のタイトルで紹介（2010年シーズンから）。
当コーナーの後半や、前日に阪神戦がなかった場合には、プロ野球以外のスポーツの話題を中心に構成。関西に縁のある球団・選手の話題をよく取り上げている。
ちなみに、当コーナーの伊藤は、表向き「タイガースの勝敗に一喜一憂しない」というスタンスを取っていた。ただし、放送前日の試合で阪神タイガースが勝利した場合には、伊藤が同球団の選手のプレーや裏話を熱弁。また、サッカーに関する話題では、ヴィッセル神戸のオフィシャルリポーターでもある林が試合の感想・情報を述べることが多かった。

#### 職人魂
8時台の前半に放送。さまざまな分野の“職人”の技や素顔を紹介するコーナー。基本としては、リスナーが推薦する“街の職人”を、伊藤などが放送前に取材。その模様を、取材音源を交えて報告する。当コーナーのみ、ABCラジオの公式サイト内に設けられた"Webio"から、ストリーミング形式でほぼ毎週音源を配信していた。
放送週によっては、"職人"をスタジオに招くか、電話を通じて生放送中にインタビューを実施。"職人"の手による作品・商品を抽選でリスナーに進呈したり、伊藤と親交のあるスポーツ関係者が登場したりすることもあった。
2009年10月30日の放送では、南海ホークスの日本シリーズ制覇（1959年）を祝したパレード（通称御堂筋パレード）の50周年を記念して、岡本伊三美（当時のレギュラー内野手）と一緒に車からパレードの全順路をたどった（事前収録）。この模様は、後に特別番組でも放送されている（後述）。
2011年4月の放送では、前月に東日本大震災が発生したことを受けて、「前向きに頑張る若者や女性」というマンスリーテーマを設定。同年9月からは、「独身の林が"家庭料理の職人"から料理を教わる」という趣旨で、「林智美の花嫁修業大作戦」シリーズを始めた。
ちなみに伊藤は、当番組の放送を開始するまで、出張や旅行などで日本国内の45都道府県への滞在を経験していた。そのため、当番組の放送期間中には、当コーナーの取材を兼ねて残り2県（大分県・群馬県）を訪問。2011年12月24日放送の当コーナーでは、最後の未滞在県だった群馬県への日帰り旅行の模様を報告した。また、『キャスト』のメインキャスターに就任してからも、同番組の本番前に当コーナー用の取材に赴くことが多かった。

#### 出前実況
リスナーからのリクエストと、伊藤のスケジュールに応じて、伊藤自身がさまざまな場所で実況に挑戦する企画。番組開始当初は、リスナーの自宅でテレビの野球中継を一緒に見たり、運動会、文化祭、商店街などを訪れたりするなどのシチュエーションを想定。現に、当企画での最初の実況は、愛媛県宇和島市での闘牛大会の実況であった（2009年10月30日放送）。その後は、福本豊（朝日放送野球解説者）とのコンビで、「ようこそ!野球教室」（後述）の一環として実施。伊藤は、スポーツ中継の担当を離れた2011年10月以降も、同企画に限って練習試合の実況を続けていた。

#### 伊藤史隆的こころ
放送開始1周年を迎えた2010年7月10日から、主に9時台で放送。伊藤が「最高のラジオ」と評する番組で、1998年3月末までABCラジオでもネット受けを実施していた『小沢昭一の小沢昭一的こころ』（TBSラジオ制作）のテイストを再現しながら、伊藤が自身の趣味・関心事や放送前日までの出来事を一人で語った。ちなみに、オープニングのお囃子や間奏の音源は、同番組とほぼ共通。「宮坂さん」などの名物キャラクターも、生放送中に伊藤が1人で演じている。

#### その他の主なコーナー
- ABC朝日ニュース・ABC天気予報・ABC交通情報 - 7時台、8時台、9時台に1回ずつ放送。ニュースでは、ABCラジオの平日6時～11時台の生ワイド番組と同様に、担当のアナウンサーを「ニュースデスク」と称する。平日と違って「ニュースデスク」の担当を固定していないものの、2011年からは主に中邨が担当。伊藤も中邨を「（当番組の）準レギュラー」と称している。なお、天気予報ではアシスタントが原稿を読んでいた。
- 今日のつぶやき - 9時台の前半に放送。リスナーからメールやFAXで送られた「ぼやき」や「つぶやき」の一言を、伊藤と林が軽快なリズムに乗せて紹介した。
- ABCラジオショッピング - 9時台の後半に放送。当コーナーのみ、内田香織が「ショッピングアドバイザー」として登場する。
- Welcome to Inaba  - 9時台の後半に放送[注釈 5]。鳥取市を含む鳥取県東部（旧因幡国）の観光情報を、現地の関係者と電話をつなぎながら紹介していた。2009年12月開催のOSAKA光のルネサンスでは、当コーナーが縁で、鳥取砂丘砂の博物館が出展する砂の彫刻ゾーン『都会に舞い降りた天使の物語 II』（中之島公園西会場、朝日放送本社の近辺）に伊藤・林を模した砂像が展示された。
- 森崎友紀 おはよう!Yu-Kichen - 2011年4月から文化放送の制作で始まった10分間の収録番組で、タイトルのYu-Kichenを（森崎の名前にちなんで）「ユキッチン」と読ませる。当番組では同年8月から、8時台の後半（「職人魂」の直後）に時差ネットで内包。「職人魂」でスタジオにゲストを迎えた場合には、同番組の後で「職人魂」の続きを放送することもあった。
- この曲、誰が歌っているでしょう?　- 番組終了発表翌週の放送（2011年12月18日）から最終回までの3週限定企画として、8時前後（2回目以降は8時前後と9時前後）に実施するクイズ。ある楽曲を1曲流した後で、伊藤からのヒントを基に、その曲の歌手名をリスナーに当てさせる。回答は、放送中に電子メールとFAXで受付。正解者の中から1名に、番組グッズ（後述）をセットで進呈する。

### 過去
- 今週の伊藤史隆 - 伊藤がスポーツ実況を担当していた時期に、放送翌週に出演する番組・スポーツ中継を紹介。公式サイトにも掲載されていた。
- 土曜クイズ　なみはや亭- リスナーが放送中に電話で参加できる3択クイズで、出題役は林。当番組の開始前から伊藤が席亭（進行役）で出演中の『日曜落語 〜なみはや亭〜』（ABCラジオ制作）からタイトルを取っているが、落語にちなんだクイズではない。当番組の開始当初から、8時台の後半（「職人魂」の直後）に放送されていた。毎週、社会・芸能・スポーツのジャンルから、3択クイズを1題ずつ用意。電話に出たリスナーは、その中から1つジャンルを選んで、クイズに答える趣向になっていた。電話出演のリスナーは、最初のクイズに正解すると、別のジャンルのクイズに挑戦できる。また、正解数に応じて、番組からプレゼントを贈られた。
- Welcome to the World - 伊藤が自宅に留学生をホームステイで受け入れる話を披露したことをきっかけに、当番組の開始直後から2009年9月26日まで9時台の後半に放送。毎回1つの国・地域をテーマに、リスナーから寄せられた現地の情報などを紹介していた。
- 伊藤史隆　先生への道 - 2011年1月29日の放送から始まった期間限定コーナー。妹尾和夫（ABCラジオ『とことん全力投球!!妹尾和夫です』パーソナリティ）が主宰する劇団パロディフライの作品「時の旅人・卯」（同年4月7日～11日上演）向けに、人生で初めて舞台作品の脚本を書き下ろすことになった伊藤が、「（作家）先生」と称して脚本執筆の経過や公演情報を伝えていた。

## 番組グッズ
- 六甲おろしボールペンII（トゥー）

『おはパソ』グッズの一つである「六甲おろしボールペン」（『六甲おろし』の1番の歌詞が印刷されたボールペン）をヒントに製作。ペン後端のノックボタンを押すたびに、番組名・パーソナリティ名・『六甲おろし』2番の歌詞の一節が交互に表示される。
- ポストカード

「職人魂」などでの記念写真を組み合わせた伊藤・林のサイン入りポストカード
- 伊藤家タオルダー（ペットボトルカバーにも使えるハンドタオル）[3]

放送3年目に入った2011年7月に、新しいグッズの製作を計画。リスナーからアイデアを募集したところ、ハンドタオルとペットボトルカバーに関する提案が多かったため、両者を合わせる形で製作。伊藤・林のサインやイラストを入れたうえで、同年9月16日の放送から、メッセージを紹介したリスナーに進呈している。

## 特別番組・企画
- 2009年10月17日（土曜日）には、当番組の生放送に加えて、特別番組『ようこそ!伊藤史隆です 自己紹介です!』を21:00 - 21:30に放送（伊藤のみが出演、事前収録）。当番組の宣伝を兼ねて、伊藤がアナウンサーになるまでの半生を、思い出の曲を交えながら紹介した。
- 2009年12月28日の『月曜スペシャル』では、「職人魂」で放送済みの実況音源（前述）を再構成した特別番組『南海ホークス 涙の御堂筋パレードから50年』を、伊藤の進行で放送した。
- 2010年1月1日（金曜日）には、5:00 - 10:00に正月特別番組『伊藤史隆のLet's寅（とら）い! ようこそ2010年』を生放送。伊藤のほかに、スタジオアシスタントとして乾麻梨子・中継リポーターとして横山太一が出演した。2011年1月1日（土曜日）にも、前述の『新年早々!伊藤史隆です～ようこそ2011ウサギだピョン!～』を放送した。
- 2010年3月には、日本民間放送連盟所属の民放ラジオ101社統一キャンペーン『ラジオがやってくる』に、ABCラジオ代表で参加。番組内での公募に応じた少年野球チームのために、兵庫県西脇市黒田庄町で番組主催・福本指導による「ようこそ!野球教室」を開いた。その模様は、民放ラジオ101社が制定する「ラジオの日」（3月3日）に合わせて、2010年3月6日の当番組内で放送。伊藤の実況・福本の解説というプロ野球中継並みの陣容で、少年野球の紅白戦を「出前実況」するシーンも流れた。
  - 2010年の野球教室には、甲斐野央（当時は黒田庄町内に在住）が参加していた[注釈 6]。甲斐野は後に、東洋大学硬式野球部の投手として、同期生の上茶谷大河・梅津晃大と並んで活躍。4年次の2018年には、3人ともNPBプロ野球ドラフト会議の上位指名候補に挙げられた。このような縁から、ABCラジオでは『ABCフレッシュアップベースボール 伊藤史隆のラジオノオトVersion』（2017年度のナイターオフ期間から伊藤がパーソナリティを務める『伊藤史隆のラジオノオト』のナイターイン版）の2018年6月20日放送分で、伊藤が甲斐野を取材した模様を収録音源を交えながら紹介。さらに、福本が『ラジオノオト』2018年度ナイターオフ版から水曜日のレギュラー出演を始めたことから、同会議前夜（10月24日）の「福本豊の虎スタグラム」コーナーでは、伊藤・福本が野球教室に参加していた時の甲斐野を回顧していた。結局、甲斐野は福岡ソフトバンクホークスからの1巡目指名を経て入団。入団後の同年12月26日放送分では、伊藤が12月上旬に東洋大学で甲斐野を再び取材した際の収録音源を流した。
  - ちなみに、2011年の『ラジオがやってくる』にも、少年野球2チームを公募する形で参加。同年2月6日にスカイマークスタジアム（現在のほっともっとフィールド神戸）で野球教室を開催したうえで、その際に実施した練習試合の模様を、同年3月5日の当番組内「職人魂」で放送した[注釈 7]。以降も2度にわたって「ようこそ!野球教室」を実施している。